# Bombus vestalis
Bombus vestalis là một loài ong trong họ Apidae. Loài này được Geoffroy miêu tả khoa học đầu tiên năm 1785.